# Obligation

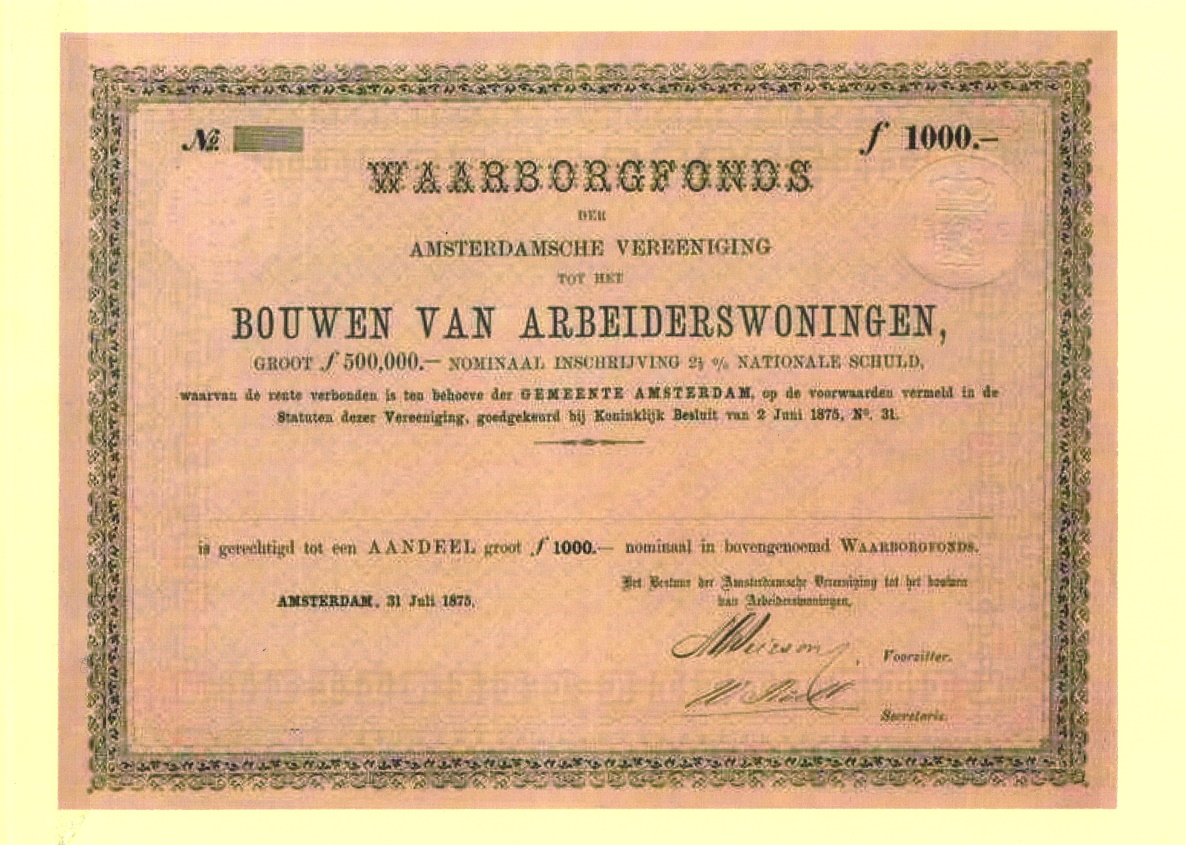
Nederländsk bostadsobligation från 1875

Obligation är ett vanligtvis räntebärande, löpande skuldebrev som intygar att innehavaren lånat ut pengar till exempelvis staten, en kommun, ett hypoteksinstitut, bostadskreditinstitut (bostadsobligation) eller ett större företag (företags- eller industriobligation).
Obligationer är vanligen kupongobligationer, vilket innebär att de förutom det nominella belopp som utbetalas till ägaren vid löptidens slut även ger periodiska utbetalningar, kuponger. Obligationer som enbart ger ett nominellt belopp benämns nollkuponger. Utöver dessa bägge obligationstyper finns det även premieobligationer och indexobligationer. De sparobligationer som svenska staten utfärdade under tiden 1960–1987 var inte obligationer i gängse mening, eftersom äganderätten ej fick överlåtas.
Kupongräntan är den ränta som bestämmer hur stora kupongutbetalningarna ska vara, vilket är lika med kupongens värde dividerat med det nominella beloppet. Avkastningen beräknas som kupongen genom priset.

## Säkerställda obligationer
Från och med juli 2004 kan svenska kreditinstitut emittera så kallade säkerställda obligationer, det vill säga obligationer med säkerhet bestående av hypotekskrediter som är förenade med inteckning i bland annat fast egendom.

## Certifikat
Certifikat är obligationsliknande skuldebrev med löptider under ett år. Ett certifikat utfärdat av staten kallas statsskuldväxel.

## Hybridobligationer
På senare år har hybridvärdepappret hybridobligationen, som är ett mellanting mellan en obligation och en aktie, blivit populärt inom framförallt fastighetsbranschen. En hybridobligation är en obligation med lång eller evig löptid, men som kan lösas in i förtid av utgivaren. På grund av dess långa löptid betraktar kreditvärderingsinstituten hybridobligationer som 50 % eget kapital och 50 % skuld.

## Investeringar i obligationer
Obligationer köps och säljs av institutioner såsom centralbanker, statliga investeringsfonder, pensionsfonder, försäkringsbolag och banker. Privatpersoner köper vanligen obligationer genom obligationsfonder.

## Obligationer i Sverige
Handeln med obligationer och andra räntebärande instrument avviker på många sätt från handeln med aktier. Marknaden domineras av institutionella investerare, vilket bl.a. innebär transaktioner med stora belopp. Omsättningen mätt i kronor överstiger därför aktiemarknadens omsättning, trots att de räntebärande instrumentens sammanlagda marknadsvärde (2 325 miljarder kronor i september 2006) understiger börsvärdet.
De största emittenterna av räntebärande instrument är staten och bostadsinstituten. Statens upplåning genom Riksgäldskontoret motiveras av behovet att förvalta statsskulden. Bostadsinstituten emitterar obligationer och certifikat för att finansiera allmänhetens bostadslån. I september 2006 svarade statens samlade upplåning i statsobligationer och statsskuldväxlar för 42,5 procent av den utestående stocken av räntebärande instrument, medan bostadsinstituten svarade för 35,9 procent. Övriga låntagare svarade således för en mindre andel (21,6 procent) av den utestående stocken.
Vid sidan av den institutionella handeln med obligationer sker även viss obligationshandel i mindre skala på SOX, som är en del av Stockholmsbörsen. Här handlas exempelvis privatobligationer utgivna av bostadsinstitut och som främst är riktade till privatpersoner och andra mindre placerare. Omsättningen på SOX uppgick till drygt 4,7 miljarder kronor under 2005 (6,9 miljarder kronor t.o.m. november 2006).